# Яїл
Яїл (Яела, Яель) (івр. יעל — «гірська коза») — кенітка, що вбила ворожого євреям воєначальника Сісеру, пробравшись в його намет. Це посприяло пануванню миру Ізраїлі в наступні 40 років. Широко висвітлена в європейському мистецтві.
Описана у Книзі Суддів. 

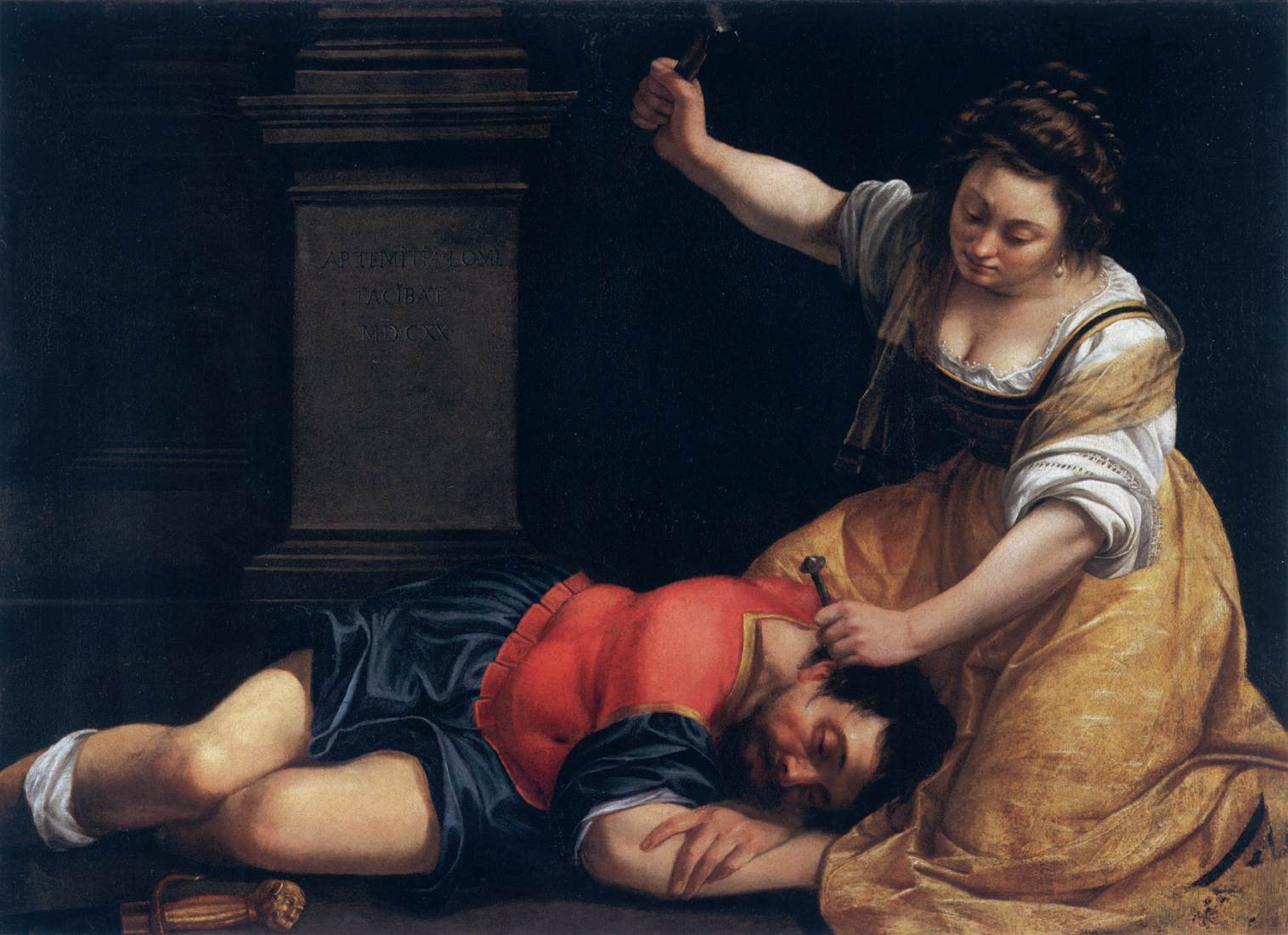
Яїл і Сісера (1620) Артемізія Джентілескі

Сісера з Хацора був воєначальником ворожого ханаанського царя Явіна. Ізраїльтяни завоювали Ханаан під проводом Ісуса Навина і з усіх боків на них нападали сусіди, прагнучи знищити народ, який зовсім недавно вийшов з єгипетського рабства. Явін, що правив у той час у Хацорі, двадцять років утискав ізраїльський народ за його відхід від Ягве. Пророчиця Девора передала Бараку — п'ятому за рахунком судді Ізраїля епохи Суддів (XII–XI ст. до н. е.), який жив у Кедеш Нафталі, наказ від імені Бога зібрати чоловіків з колін Нафталі і Завулона і рушити до гори Фавор. Однак Барак злякався тієї місії, яку поклала Девора на нього, і відповів, що згоден стати на чолі народного ополчення лише в тому випадку, якщо вона сама візьме участь у цій війні, навіть якщо слава перемоги над ворогом буде належати не йому, чоловікові, а жінці Деворі. Тоді до гори Фавор з'явилася і Девора. Біля потоку Кішон ізраїльське ополчення зустрілося з військом фінікійського полководця Сісера. Об'єднані великою ідеєю народного визволення і підбадьорені щасливими пророцтвами Девори і її особистою присутністю на полі бою, ізраїльтяни поблизу Мегіддо вщент розгромили Сісеру, якому не допомогли навіть його 900 залізних колісниць. 
Як і пророкувала Девора (Сд. 4:9), Сісера загинув, тікаючи з поля бою, від руки Яїл з кенітського племені, здавна дружнього з ізраїльтянами. Яїл проникла в намет воєначальника під приводом обслуги, підпоїла та вбила в його голову кілок від намета. Девора передбачила вчинок Яїл та хвалить її у своїй пісні.